# Entparlamentarisierung
Unter Entparlamentarisierung versteht man grundsätzlich, dass ein Parlament an Bedeutung im politischen Prozess verliert.
Vertreter der Entparlamentarisierungsthese (auch Entparlamentariesierungsmythos, Parliamentary Decline Hypothesis, The Golden Age of Parliament) gehen zumeist davon aus, dass das Parlament entweder in einem bestimmten Zeitraum mehr Bedeutung/Einfluss/Rechte hatte, als dies zum jetzigen Zeitpunkt der Fall ist, oder aber sich die Herausstellung des Parlaments in der Verfassung (oder anderen formalen Regeln) auch in einer herausgestellten Bedeutung im politischen Tagesgeschäft niederschlagen muss.
Ursachen von Entparlamentarisierung können zum Beispiel sein:
- Kompetenzverlagerung in eine supranationale Organisation (Beispiel: EU)
- Kompetenzverlagerung in Ausschüsse, Kommissionen oder Runde Tische
- Kompetenzverlagerung in Partei- und Koalitionsgremien
- Einfluss des Lobbyismus
- in Deutschland: Einschränkungen aufgrund Kompetenzüberschneidungen im föderalen System

Den Vertretern der Entparlamentarisierungsthese wird entgegengehalten, dass zwischen einer rein rechtlichen Betrachtungsweise und einer realistisch politischen unterschieden werden muss. So wird zum Beispiel der Deutsche Bundestag als Beschlussorgan im Grundgesetz genannt, dies impliziere aber nicht, dass die Entscheidung, wie zu beschließen sei, ebenfalls in jenem Gremium entschieden wird.